# Sun Records

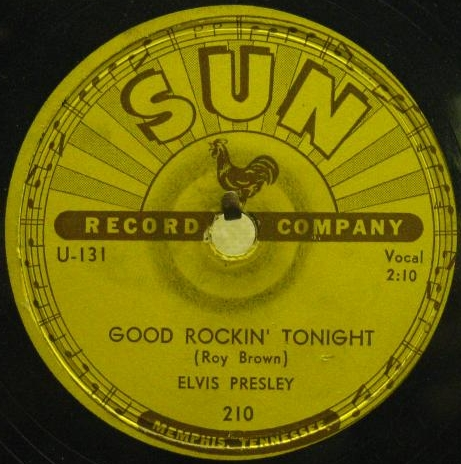
Etiqueta del disco Good Rockin' Tonight

Sun Records, sello discográfico de Estados Unidos fundado en 1952 por Sam Phillips en Memphis (Tennessee), Estados Unidos. Los estilos musicales en los que se centró la discográfica fueron blues, country, rhythm & blues y rockabilly. El 31 de julio del 2003, la Secretaria del Interior anunció que el  edificio había sido designado como lugar de interés histórico de los Estados Unidos

## Historia
En marzo de 1951, Phillips produjo "Rocket 88" de Jackie Brenston y sus Delta Cats, que en realidad eran Ike Turner y sus Kings of Rhythm. La canción fue autorizada a Chess Records para su lanzamiento y el sencillo alcanzó la cima de las listas de R&B. La canción es importante en la historia del rock and roll porque muchos historiadores de la música consideran que es el primer disco de rock and roll. Debido a que Turner tenía muchas conexiones de música blues, trabajó para Phillips como buscador de talentos y fue productor. Turner trajo a los músicos Howlin 'Wolf, Bobby "Blue" Bland, Little Milton, Billy "The Kid" Emerson y Roscoe Gordon para grabar para Phillips. El éxito de "Rocket 88" ayudó a financiar la creación de Sun Records que Phillips fundó en febrero de 1952.
Sun fue el primer sello discográfico en grabar a Elvis Presley, Roy Orbison, Jerry Lee Lewis, Carl Perkins y Johnny Cash. Otros músicos que grabaron para Sun Records incluyen Rufus Thomas, Tex Weiss, Charlie Rich, Bill Justis y Conway Twitty.
El sello desapareció en 1968, para posteriormente ser adquirido con el fin de reeditar algunas grabaciones míticas. En 1969, el productor de la etiqueta de Mercury Records, Shelby Singleton, compró Sun Records a Phillips. Singleton fusionó sus operaciones en Sun International Corporation y comenzó a lanzar compilaciones de los primeros artistas de grabación de Sun a principios de la década de 1970. La compañía permanece en el negocio como Sun Entertainment Corporation.